# Kalmar (commune)
Pour les articles homonymes, voir Kalmar (homonymie).
La commune de Kalmar est une commune suédoise du comté de Kalmar. 72 098 personnes y vivent (2023). Son siège se situe à Kalmar.

## Localités principales
- Boholmarna
- Dunö
- Glesbygd
- Hagby
- Halltorp
- Kalmar
- Läckeby
- Lindsdal
- Ljungbyholm
- Påryd
- Rinkabyholm
- Rockneby
- Smedby
- Trekanten
- Tvärskog
- Vassmolösa

## Autres localités
- Drag och Söregärde
- Ekenäs
- Förlösa
- Harby
- Kåremo
- Kolboda
- Revsuden
- Rinkaby
- Törnebyslätt
- Voxtorp och del av Gräsgärde